# Yvonne Wansart
Yvonne Wansart (Colonia, RFA, 21 de mayo de 1974) es una deportista alemana que compitió en judo. Ganó dos medallas en el Campeonato Europeo de Judo en los años 1997 y 1999.
Participó en los Juegos Olímpicos de Sídney 2000, donde finalizó séptima en la categoría de –70 kg.

## Palmarés internacional
| Campeonato Europeo | Campeonato Europeo      | Campeonato Europeo | Campeonato Europeo |
| Año                | Lugar                   | Medalla            | Categoría          |
| ------------------ | ----------------------- | ------------------ | ------------------ |
| 1997               | Ostende (Bélgica)       | Medalla de oro     | –66 kg             |
| 1999               | Bratislava (Eslovaquia) | Medalla de bronce  | –70 kg             |